# Cynoglossopsis
- Commons
- Wikispecies

Cynoglossopsis é um gênero de plantas pertencente à família Boraginaceae.